# Bgee
Bgee ist eine Datenbank, die vom Schweizer Institut für Bioinformatik (SIB) und der Universität Lausanne zur Abfrage und zum Vergleich von Genexpressionsmustern aus RNA-Seq-, scRNA-Seq-, Microarray-, In-situ-Hybridisierung- und EST-Studien über verschiedene biologische Spezies aus dem Reich der Tiere gepflegt wird. Bgee gibt eine Antwort auf die Frage, wo ein Gen exprimiert wird, und unterstützt die Forschung in den Bereichen Krebs und Landwirtschaft sowie in der Evolutionsbiologie.
Bgee basiert ausschliesslich auf kuratierten, gesunden Wildtyp-Expressionsdaten (d. h. keine Gen-Knockouts, keine Behandlung, keine Krankheit), um einen vergleichbaren Referenzwert für die Expression gesunder Wildtyp-Gene bereitzustellen.
Bgee liefert Aussagen über Vorhandensein/Abwesenheit von Expression sowie über differentielle Über-/Unterexpression, integriert mit Informationen zur Genorthologie, und zur Homologie zwischen Organen. Dies ermöglicht Vergleiche von Expressionsmustern zwischen Arten und ermöglicht die Suche nach Genen, Organen / Geweben / Zelltypen und Entwicklungsstadien.
Bgee ist Teil der Global Core Biodata Resources (GCBRs). Bgee ist auch eine der ELIXIR Recommended Interoperability Resources, die die FAIR-unterstützenden Aktivitäten in der wissenschaftlichen Forschung fördert.